# Gemma Hinricher
Gemma Hinricher OCD (* 4. Januar 1932 in Münster als Ursula Hinricher; † 4. August 1990 in Berlin) war eine deutsche Karmelitin. Als Priorin stand sie dem Karmel Heilig Blut in Dachau, ab 1982 dem neu errichteten Karmel Regina Martyrum in Berlin vor.

## Leben
Nach dem Studium der Theologie und der Philosophie trat Ursula Hinricher 1959 als Postulantin in den Karmel Bonn-Pützchen ein und erhielt zur Einkleidung den Ordensnamen Gemma vom Gehorsam Jesu.
Die Priorin des Bonner Karmels, Sr. Maria-Theresia von der gekreuzigten Liebe (Berta Vorbach), hatte den Wunsch, in Dachau eine Stätte der Sühne und der Versöhnung zu schaffen. 1964 ging eine Gruppe von Schwestern aus Pützchen, unter ihnen Sr. Gemma, auf Initiative des Weihbischofs in München und Freising, Johannes Neuhäusler, nach Dachau und errichtete am Rande des Geländes des ehemaligen Konzentrationslagers einen Karmel. Nach dem Tod der ersten Priorin, Sr. Maria-Theresia von der gekreuzigten Liebe, wurde Sr. Gemma 1970 vom Konvent in dieses Amt gewählt und hatte es mit Unterbrechungen bis 1982 inne.
1982 ging eine Gruppe der Dachauer Schwestern nach einer Einladung Alfred Kardinal Bengschs nach Berlin und errichtete auf dem Gelände der Gedächtniskirche der deutschen Katholiken zu Ehren der Blutzeugen für Glaubens- und Gewissensfreiheit aus den Jahren 1933–1945, Maria Regina Martyrum, einen Karmel, der ebenfalls dem Patrozinium der Königin der Märtyrer unterstellt war. Sr. Gemma wollte dort „einen Raum der Stille und des Gebetes schaffen, in den bedrängte, vereinsamte, suchende Menschen eintreten können“. Am Pfingstfest 1982 unterzeichnete Sr. Gemma im Beisein des damaligen Bischofs von Berlin, Joachim Meisner, auf dem Altar der Krypta von Maria Regina Martyrum, dem späteren Schwesternchor, die Gründungsurkunde des Karmels Regina Martyrum.
Sr. Gemmas Wunsch, auch in Auschwitz einen Karmel zu gründen, konnte zu dieser Zeit nicht realisiert werden, jedoch errichteten dort später polnische Karmelitinnen den Karmel aller Heiligen. Sr. Gemma war von 1982 bis zu ihrem Tode 1990 Priorin von Regina Martyrum. 1982 wurde sie für ihr Wirken mit dem Romano-Guardini-Preis ausgezeichnet. Die Laudatio hielt Joseph Kardinal Ratzinger.

## Werke (in Auswahl)

### Publikationen in Buchform
- Freundschaft mit Gott und den Menschen Gedanken und Meditationen,  Matthias-Grünewald-Verlag, Mainz, 1982, ISBN 978-3-7867-0930-5.

### Beiträge in Sammelwerken
- "Wenn das Weizenkorn nicht in die Ernte fällt und stirbt, bleibt es allein; wenn es aber stirbt, bringt es reiche Frucht." (1989), in: Rüdiger von Voss (Hrsg.) und Gerhard Ringshausen (Hrsg.), Die Predigten von Plötzensee. Zur Herausforderung des modernen Märtyrers, Verlag Lukas, Berlin 2009, ISBN 978-3-86732-064-1.
- Teresz von  Avila  (1515–1582), in: Gerhard Ruhbach (Hrsg.) und Josef Sudbrack (Hrsg.), Grosse Mystiker. Leben u. Wirken, Verlag Beck, München 1984, ISBN 978-3-406-30305-0, S. 222–236.

### Zeitschriftenartikel
- Die Fluch- und Vergeltungspsalmen im Stundengebet. Überlegungen zu 15 Jahren Erfahrung mit dem gemeinsamen Chorgebet im Karmel Dachau, in: Bibel und Kirche, 1980 Heft 2, S. 55–59.
- Geistliches Leben im Dienst der Versöhnung. Vortrag gehalten auf dem 23. Evangelischen Kirchentag in Berlin 1989, in: Quatember 1989, S. 190–203.[3]